# Nádasdy Ádám
Nádasdy Ádám (Budapest, 1947. február 15. –) magyar nyelvész, költő, műfordító, esszéista, az Eötvös Loránd Tudományegyetem Bölcsészettudományi Kar Angol–Amerikai Intézet oktatója.

## Családja
Édesapja Nádasdy Kálmán világhírű magyar rendező, édesanyja csehországi osztrák Birkás Lilian opera-énekesnő. Anyai nagymamája adriai születésű, unokáihoz németül beszélő olasz–osztrák származású volt. Két lánya és öt unokája van. Párjával, a baleseti ortopédsebész Márkkal bejegyzett élettársi kapcsolatban él, Angliában pedig összeházasodtak.

## Élete
Nádasdy Ádám a Toldy Ferenc Gimnáziumban érettségizett, majd 1970-ben szerzett diplomát az Eötvös Loránd Tudományegyetem Bölcsészettudományi Kar angol–olasz szakán. Két évig volt gimnáziumi tanár, majd 1972-től 2018-ig az ELTE Bölcsészettudományi Kar angol nyelvészeti tanszékén tanított, 1997-től 2003-ig tanszékvezető; Széchenyi István-ösztöndíjas. A nyelvtudományok kandidátusa (1994). Szakterülete az angol nyelvészet – különösen a hangtan –, illetve a nyelvtörténet és germanisztika, valamint a magyar hangtan. 2004-ben a Zuger Kulturstiftung Alapítványtól egy féléves berlini ösztöndíjat nyert. 2006-ban az ELTE BTK-n habilitált. 2012-ben egyetemi tanárrá nevezték ki, 2017-től professor emeritus.
Anyanyelvének a magyart tartja: édesanyja németül ringatta, magyarul később a másodlagos szocializációs színtéren tanult meg. Elvégzett két egyetemi szakjának nyelvén kívül (angol, olasz) még franciául és (osztrák édesanyja révén anyanyelvi szinten) németül beszél.

## Nyelvi ismeretterjesztés
A kutatás és oktatás mellett a Magyar Narancs nyelvi ismeretterjesztő cikksorozatának, a Modern Talkingnak is szerzője; a 100. rész 2007 márciusában jelent meg. 2003 novemberében a Mindentudás Egyetemén tartott előadást Miért változik a nyelv? címmel. Kálmán Lászlóval együtt szerkesztője a Klubrádió Szószátyár című műsorának.

## Irodalom

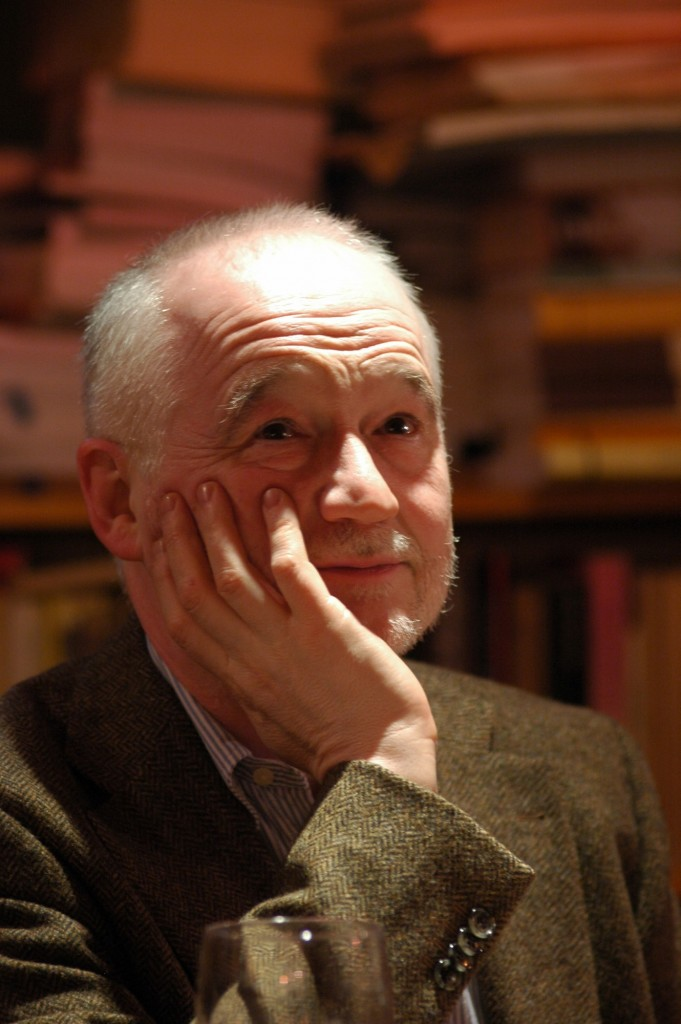
Szilágyi Lenke felvétele

## Művei

### Nyelvi ismeretterjesztő munkái
- Hárompercesek a nyelvről (Kálmán Lászlóval, Osiris Kiadó, 1999, ISBN 9633796482)
- Ízlések és szabályok (Írások nyelvről, nyelvészetről, 1990–2002) (Magvető Kiadó, 2003, ISBN 9631423077)
- Prédikál és szónokol (a 2003 és 2007 közt megjelent nyelvészeti tárgyú írásainak gyűjteménye, Magvető Kiadó, 2008, ISBN 9789631426397)
- Milyen nyelv a magyar? (Corvina Könyvkiadó, 2020, ISBN 9789631366433)
- Kalauz a nyelvészi gondolkodáshoz (csak elektronikus formában, a MeRSZ honlapján), (Akadémiai Kiadó, 2020, ISBN 9789634545798)
- Milyen nyelv az angol? Corvina Kiadó, 2024,  ISBN 9789631370447
- Szmoking és bermuda. Nyelvészeti írások. Magvető Kiadó, 2024,  ISBN 9789631444537

### Verseskötetei
- Komolyabb versek (1984, ISBN 9631527220)
- A bőr és a napszakok. Nádasdy Ádám majdnem minden verse 1976–1995 (1995, ISBN 9637577106)
- Elkezd a dolgok végére járni (Versek 1995–1998) (1998, ISBN 9631421090) Magvető Kiadó
- A rend, amit csinálok (2002, ISBN 9631422895) Magvető Kiadó
- Soványnak kéne lenni (2005, ISBN 9631424367) Magvető Kiadó
- Az az íz (2007) ISBN 9789631425666) Magvető Kiadó
- Verejték van a szobrokon. Válogatott és új versek 1976–2009 (2010, ISBN 9789631427585) Magvető Kiadó
- Nyírj a hajamba (2017) ISBN 9789631435054) Magvető Kiadó
- Jól láthatóan lógok itt (2019) ISBN 9789631438604) Magvető Kiadó
- Billeg a csónak. Versek, 2019–2023; Magvető, Budapest, 2024

### Esszé- és novelláskötetei
- Kováts Kriszta–Nádasdy Ádám: Budapest bámészko. Budapesti legendák; Fábri Péter dalszövegeivel; Kossuth, Bp., 2014 + CD ISBN 9789630979719
- A vastagbőrű mimóza. Írások melegekről, melegségről. Magvető, Bp., 2015 ISBN 9789631432510
- 100 év – 100 kép – 100 gondolat. 1890–1989. Kossuth, Bp., 2020 ISBN 9789635440689
- A szakállas Neptun. Magvető, Bp., 2020 ISBN 9789631440195
- A csökkenő költőiség. Tanulmányok, beszélgetések Shakespeare és Dante fordításáról; Magvető, Bp., 2021 ISBN 9789631441246
- Hordtam az irhámat; Magvető, Bp., 2023 ISBN 9789631443066

### Shakespeare-fordításai
- Tévedések vígjátéka
- Szentivánéji álom (Ikon, Bp., 1995; ISBN 9637948910)
- A hárpia megzabolázása, avagy A makrancos hölgy[26]
- Hamlet
  - Az utóbbi négy fordítás egy kötetben: Drámák, Magvető, Bp., 2001, ISBN 9631422186; Drámák I., Magvető, Bp., 2007, ISBN 9631425789

- Ahogy tetszik
- Vízkereszt, vagy bánom is én[27]
- Rómeó és Júlia
- A vihar
  - Az utóbbi négy fordítás egy kötetben: Drámák II., Magvető, Bp., 2008, ISBN 978-963-14-2606-9

- A velencei kalmár
- Lear király Megjelent a Színház c. folyóirat 2010. júliusi számának mellékleteként.
- Szeget szeggel
- IV. Henrik – 1. rész
- IV. Henrik – 2. rész
  - Az utóbbi öt fordítás egy kötetben: Drámák III., Magvető, Bp., 2018, ISBN 978-963-14-3676-1

### Tankönyvei
- Angol kiejtési gyakorlatok a gimnázium I–IV. osztálya számára (1987, ISBN 963180383X; 1990, ISBN 9631830624)
- Practice book in English phonetics and phonology (2003, ISBN 9631945650)
- Background to English pronunciation (2006, ISBN 9631957918) – az 1994 óta több kiadásban megjelent, azonos című egyetemi jegyzet bővített anyaga

- Nyelvtudományi publikációs jegyzéke a Mindentudás Egyetemének oldalán érhető el (2003-ig, az előadás időpontjáig bezárólag)

- Horváth Lajos: Giottótól a Tragédiáig, avagy Dantén és Shakespeare-en is túl – Nádasdy Ádám eddigi negyvenéves műfordítói pályaíve (Parnasszus, 29. évf., 2023, 3. sz.)

## Díjai
- Déry Tibor-jutalom (1990)
- Robert Graves-díj (1993)
- Széchenyi professzori ösztöndíj (1997)
- Füst Milán-díj (2000)
- Széchenyi István-ösztöndíj (2003)
- Budapestért díj (2003)
- Szépíró-díj (2003)
- A Magyar Köztársasági Érdemrend tisztikeresztje (2004)
- Háttér-díj (2005)
- Magyar Köztársaság Babérkoszorúja díj (2005)
- Üveggolyó-díj (2010)
- Országh László-díj (2012)
- Moholy-Nagy-díj (2016)[28]
- Artisjus irodalmi nagydíj (2017)[29]
- AEGON művészeti díj (2020)
- Alföld-díj (2020)
- Merítés-díj (2021)[30]

### Nyelvészet
- Miért változik a nyelv? (előadása a Mindentudás Egyetemén, 2003. november 17.), Videa.hu
- Részletes önéletrajz (elérhető jobbra, a CV-re kattintva)
- Modern Talking: nyelvi ismeretterjesztő sorozata a Magyar Narancsban és más cikkei Archiválva 2008. december 24-i dátummal a Wayback Machine-ben
- Nádasdy: A magyar nem nehéz – az Origo Társalgójának vendége
- Az ELTE BTK adatbázisa egyetemi tevékenységéről (angolul) Archiválva 2015. március 18-i dátummal a Wayback Machine-ben
- Mi a baj a nyelvműveléssel? (Népszabadság, 2002. május 18.)

### Egyéb
- Régens, gáláns, elefáns. Nádasdy Ádám költő-nyelvész-tanárral Mihancsik Zsófia beszélget
- Melegnek lenni elsősorban titok
- Luther és Hamlet? – Asztali beszélgetések Fabiny Tiborral és Nádasdy Ádámmal
- Beszélgetés Nádasdy Ádámmal az LMBTQ-Keresztény Párbeszéd Műhely keretében, melegvagyok.hu
- „Én nem vagyok LMBTQ, csak egyszerű buzi vagyok” , youtube.com
- Még mindig nem elegen mernek előbújni ahhoz, hogy mindenki közvetlenül ismerjen melegeket. Tíz erős állítás Nádasdy Ádámtól Archiválva 2019. július 10-i dátummal a Wayback Machine-ben, forbes.hu